# Bou i arròs
El Bou i arròs és l'àpat tradicional per la Festa Major de Sant Pere de Reus. Va ser tan popular que va generar l'adagi 
“A Reus per Sant Pere bou i arròs” que fins i tot Joan Amades el recull dins l'apartat de refranys del volum de cançoner de Folklore de Catalunya
El folklorista Ramon Violant i Simorra ho explica a Etnografia de Reus i la seva comarca referint-se al menú de la Diada de Sant Pere: “el matí es tenia un plat a taula amb avellanes torrades i coca per a convidar els visitants a la casa. El dinar clàssic era el bou i arròs. Això és, arròs a la cassola per primer plat i bou rostit per entrant. Per postres, crema o bunyols de pasta adobada i coca adobada, d'elaboració casolana”. Aquesta menú tradicional no ha arribat fins als nostres dies ni de bon tros, ja el 1923 Pere Cavallé deia: “La decadència dels costums tradicionals estava ja iniciada […] eren molt pocs els veïns que complissin amb el precepte aforístic de “Per Sant Pere bou i arròs”. De les diverses famílies que jo tractava, únicament la d'en Celestí Ferrando, l'impressor, seguia el costum. La senyora Dolors, l'esposa d'en Ferrando, deia, amb certa emoció, que el seu pare tenia per deure ineludible el menjar bou amb arròs el dia de Sant Pere i que ella, en homenatge als avantpassats, seguia fidel a la culinària tradició”
El 2008 la colla del Bou de Reus va recuperar, amb l'assessorament de la cuinera Mariona Quadrada, el bou i arròs per Sant Pere i des d'aquella data s'ha repopularitzat de manera que es fan menjades populars d'aquest plat i també es pot menjar en molts restaurants de la ciutat o comprant un plat preparat que es fa especialment per al Festa Major de Sant Pere.